# Ithaca (Nebraska)
Ithaca es una villa ubicada en el condado de Saunders en el estado estadounidense de Nebraska. En el Censo de 2010 tenía una población de 148 habitantes y una densidad poblacional de 245,25 personas por km².

## Geografía
Ithaca se encuentra ubicada en las coordenadas 41°9′34″N 96°32′22″O / 41.15944, -96.53944. Según la Oficina del Censo de los Estados Unidos, Ithaca tiene una superficie total de 0.6 km², de la cual 0.6 km² corresponden a tierra firme y (0%) 0 km² es agua.

## Demografía
Según el censo de 2010, había 148 personas residiendo en Ithaca. La densidad de población era de 245,25 hab./km². De los 148 habitantes, Ithaca estaba compuesto por el 93.92% blancos, el 0% eran afroamericanos, el 4.05% eran amerindios, el 0% eran asiáticos, el 0% eran isleños del Pacífico, el 2.03% eran de otras razas y el 0% pertenecían a dos o más razas. Del total de la población el 8.11% eran hispanos o latinos de cualquier raza.